# احمد سلیمان (بازیکن بسکتبال)
احمد سلیمان (انگلیسی: Ahmed Soliman؛ زادهٔ ۱۱ دسامبر ۱۹۶۵) بازیکن بسکتبال اهل مصر بود.